# Football Club Goa
El Football Club Goa es un equipo de fútbol del estado de Goa, en la India, que juega en la Superliga de India, la liga de fútbol más importante del país.

## Historia

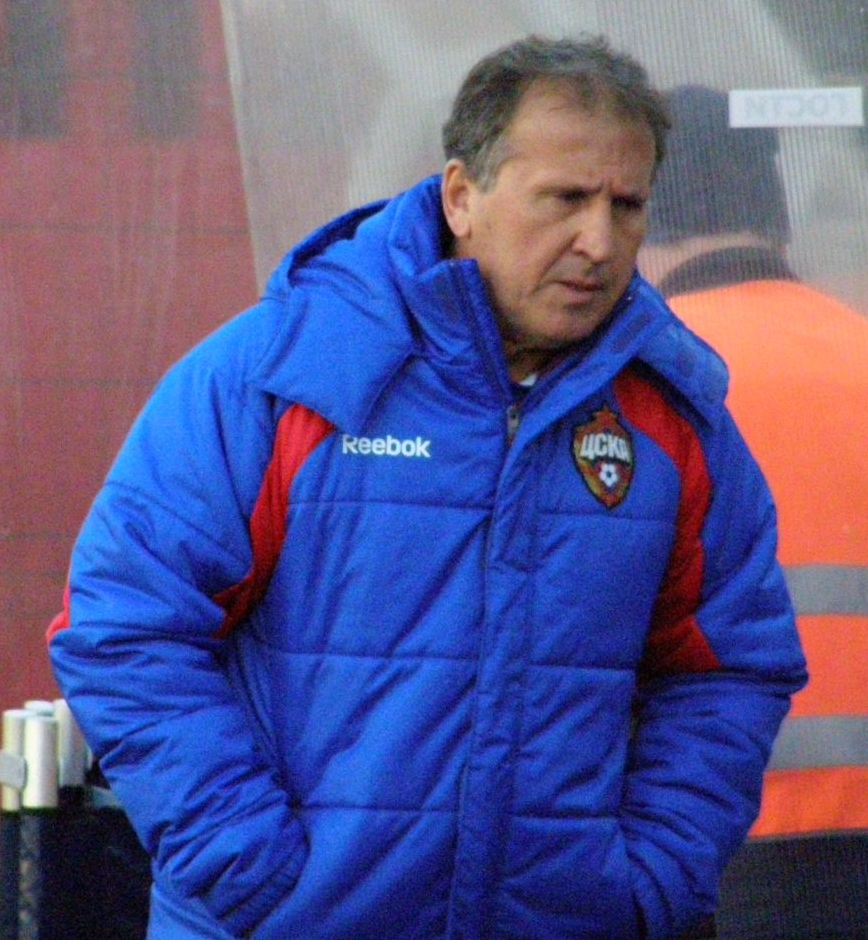
Zico, el primer entrenador del FC Goa en su historia.

Fue fundado el 26 de agosto de 2014 en Goa como uno de los equipos fundadores de la Superliga de India en el 2014, luego de que lo anunciara la All India Football Federation a inicios del 2014.
Una de sus principales incorporaciones fue la del internacional francés Robert Pires como jugador franquicia y en la actualidad su entrenador es el español Manolo Márquez.

## Participación en competiciones de la AFC
| Temporada | Torneo                      | Ronda   | Club       | Casa | Visita | Global   |
| --------- | --------------------------- | ------- | ---------- | ---- | ------ | -------- |
| 2021      | Liga de Campeones de la AFC | Grupo E | Al-Rayyan  | 0–0  | 1–1    | 3º Lugar |
| 2021      | Liga de Campeones de la AFC | Grupo E | Al-Wahda   | 0–2  | 0–0    | 3º Lugar |
| 2021      | Liga de Campeones de la AFC | Grupo E | Persépolis | 0–4  | 1–2    | 3º Lugar |